# フランシスコ・サンダサ
フランシスコ・サンダサ（Francisco José Sandaza Asensio、1984年11月30日 - ）は、スペイン・カスティーリャ・ラ・マンチャ州トレド出身のプロサッカー選手。ポジションはフォワード。

## 経歴
2003年に地元クラブのCDトレドでトップデビューを果たし、2004年からはバレンシアCF・メスタージャでプレー。2007-08シーズンには得点量産に成功したが、スペイン国内クラブからの好オファーを得られなかった。
現役を引退し警察官になることを考えていたが、2008年7月にスコティッシュ・プレミアリーグ（SPL）のダンディー・ユナイテッドFCとの契約を結んだ。チーム最多の10得点を挙げたが、翌シーズンは負傷により振るわず、契約を解除。2010-11シーズンはブライトン・アンド・ホーヴ・アルビオンFCでプレーした。2011年7月、セント・ジョンストンFCに1年契約で加入。得点源としてチームを牽引し、目標のヨーロッパリーグ予選出場権を確保した。
2012年8月、レンジャーズFCへ移籍。レンジャーズは破産によって4部リーグからの再スタートを強いられていたが、最速でのSPL復帰を見越してサンダサとは好待遇での4年契約を結んでいた。2013年3月、サンダサはエージェントを騙る者からの電話に対し、上記契約の細部を開示し他クラブへの移籍についても好意的に応じる旨を発言。この会話が公にされたことでクラブからの不審を招き、同年7月の契約解除に合意した。
2013年7月、5年ぶりにスペインでのプレーを選び、CDルーゴに加入。翌年にはジローナFCへ移籍し、16得点の活躍でクラブを過去最高位となる2部3位にまで引き上げるも、プレーオフで無得点に終わり、クラブ創設以来初の1部昇格を逃した。
2015年7月、Jリーグ・FC東京へ移籍。登録名はサンダサ。身体の強靭さは見せたものの、戦術に適応できず先発出場の機会は僅かだった。冬の移籍市場ではスペインの複数クラブから興味を持たれたが日本での成功を望み、FC東京に残留。2016年1月、Jリーグ・スカパー! ニューイヤーカップ最終戦では途中出場から橋本拳人の決勝点をアシストし同大会の優勝に貢献したがリーグ戦での出場機会は限られていた。ターンオーバーにより先発した同年3月のACL・ビンズオン戦では打点の高いヘディングでネイサン・バーンズの得点をアシストするなどパワフルなプレーで見せ場を作った一方、PKの失敗を含め自身のシュートは決定力を欠いた。同月末、FWムリキ獲得のための外国籍選手枠を空けるというクラブ方針により、FC東京との契約を解除。
同年7月、古巣ジローナFCに復帰。

## 個人成績
| 国内大会個人成績 | 国内大会個人成績 | 国内大会個人成績 | 国内大会個人成績 | 国内大会個人成績 | 国内大会個人成績 | 国内大会個人成績 | 国内大会個人成績 | 国内大会個人成績 | 国内大会個人成績 | 国内大会個人成績 | 国内大会個人成績 |
| 年度             | クラブ           | 背番号           | リーグ           | リーグ戦         | リーグ戦         | リーグ杯         | リーグ杯         | オープン杯       | オープン杯       | 期間通算         | 期間通算         |
| 年度             | クラブ           | 背番号           | リーグ           | 出場             | 得点             | 出場             | 得点             | 出場             | 得点             | 出場             | 得点             |
| スペイン         | スペイン         | スペイン         | スペイン         | リーグ戦         | リーグ戦         | 国王杯           | 国王杯           | オープン杯       | オープン杯       | 期間通算         | 期間通算         |
| ---------------- | ---------------- | ---------------- | ---------------- | ---------------- | ---------------- | ---------------- | ---------------- | ---------------- | ---------------- | ---------------- | ---------------- |
| 2003-04          | トレド           |                  | セグンダB        | 7                | 1                | -                | -                | -                | -                | 7                | 1                |
| 2004-05          | バレンシアB      |                  | テルセーラ       |                  |                  | -                | -                | -                | -                |                  |                  |
| 2005-06          | オンダ           |                  | テルセーラ       |                  |                  | -                | -                | -                | -                |                  |                  |
| 2006-07          | バレンシアB      |                  | セグンダB        | 14               | 1                | -                | -                | -                | -                | 14               | 1                |
| 2006-07          | プソル           |                  | テルセーラ       |                  |                  | -                | -                | -                | -                |                  |                  |
| 2007-08          | バレンシアB      |                  | テルセーラ       | 33               | 17               | -                | -                | -                | -                | 33               | 17               |
| スコットランド   | スコットランド   | スコットランド   | スコットランド   | リーグ戦         | リーグ戦         | S・リーグ杯      | S・リーグ杯      | スコティッシュ杯 | スコティッシュ杯 | 期間通算         | 期間通算         |
| 2008-09          | ダンディー       | 11               | SPL              | 31               | 10               | 2                | 0                | 1                | 0                | 34               | 10               |
| 2009-10          | ダンディー       | 11               | SPL              | 7                | 1                | 0                | 0                | 1                | 0                | 8                | 1                |
| イングランド     | イングランド     | イングランド     | イングランド     | リーグ戦         | リーグ戦         | FLカップ         | FLカップ         | FAカップ         | FAカップ         | 期間通算         | 期間通算         |
| 2010-11          | ブライトン       | 21               | FL1              | 15               | 2                | 0                | 0                | 4                | 2                | 19               | 4                |
| スコットランド   | スコットランド   | スコットランド   | スコットランド   | リーグ戦         | リーグ戦         | S・リーグ杯      | S・リーグ杯      | スコティッシュ杯 | スコティッシュ杯 | 期間通算         | 期間通算         |
| 2011-12          | St.ジョンストン  | 21               | SPL              | 29               | 14               | 2                | 2                | 3                | 1                | 34               | 17               |
| 2012-13          | レンジャーズ     | 9                | SFL3             | 14               | 2                | 2                | 0                | 1                | 0                | 17               | 2                |
| スペイン         | スペイン         | スペイン         | スペイン         | リーグ戦         | リーグ戦         | 国王杯           | 国王杯           | オープン杯       | オープン杯       | 期間通算         | 期間通算         |
| 2013-14          | ルーゴ           | 9                | セグンダ         | 26               | 5                | 1                | 0                | -                | -                | 27               | 5                |
| 2014-15          | ジローナ         | 21               | セグンダ         | 38               | 16               | 0                | 0                | -                | -                | 38               | 16               |
| 日本             | 日本             | 日本             | 日本             | リーグ戦         | リーグ戦         | リーグ杯         | リーグ杯         | 天皇杯           | 天皇杯           | 期間通算         | 期間通算         |
| 2015             | FC東京           | 21               | J1               | 8                | 0                | 1                | 0                | 0                | 0                | 9                | 0                |
| 2016             | FC東京           | 21               | J1               | 1                | 0                | -                | -                | -                | -                | 1                | 0                |
| スペイン         | スペイン         | スペイン         | スペイン         | リーグ戦         | リーグ戦         | 国王杯           | 国王杯           | オープン杯       | オープン杯       | 期間通算         | 期間通算         |
| 2016-17          | ジローナ         | 21               | セグンダ         |                  |                  |                  |                  | -                | -                |                  |                  |
| 通算             | スペイン         | スペイン         | セグンダ         | 64               | 21               | 1                | 0                | -                | -                | 65               | 21               |
| 通算             | スペイン         | スペイン         | セグンダB        | 21               | 2                | 0                | 0                | -                | -                | 21               | 2                |
| 通算             | スペイン         | スペイン         | テルセーラ       |                  |                  |                  |                  | -                | -                |                  |                  |
| 通算             | スコットランド   | スコットランド   | SPL              | 67               | 25               | 4                | 2                | 5                | 1                | 76               | 28               |
| 通算             | スコットランド   | スコットランド   | SPL3             | 14               | 2                | 2                | 0                | 1                | 0                | 17               | 2                |
| 通算             | イングランド     | イングランド     | FL1              | 15               | 2                | 0                | 0                | 4                | 2                | 19               | 4                |
| 通算             | 日本             | 日本             | J1               | 9                | 0                | 1                | 0                | 0                | 0                | 10               | 0                |
| 総通算           | 総通算           | 総通算           | 総通算           | 190              | 52               | 8                | 2                | 10               | 3                | 208              | 57               |

| 国際大会個人成績 | 国際大会個人成績 | 国際大会個人成績 | 国際大会個人成績 | 国際大会個人成績 |
| 年度             | クラブ           | 背番号           | 出場             | 得点             |
| AFC              | AFC              | AFC              | ACL              | ACL              |
| ---------------- | ---------------- | ---------------- | ---------------- | ---------------- |
| 2016             | FC東京           | 21               | 1                | 0                |
| 通算             | AFC              | AFC              | 1                | 0                |

その他の公式戦出場
- 2012年 スコティッシュチャレンジカップ 2試合0得点

その他の国際大会出場
2016年
- AFCチャンピオンズリーグ2016・プレーオフ 1試合1得点

出場歴
- 2008年8月11日：スコティッシュ・プレミアリーグ初出場 - SPL第1節 vsハミルトン・アカデミカルFC (New Douglas Park) [20]
- 2008年8月17日：スコティッシュ・プレミアリーグ初得点 - SPL第2節 vsセルティックFC (Tannadice Park) [21]
- 2010年9月21日：フットボールリーグ1初出場 - FL1第5節 vsプリマス・アーガイルFC (ホーム・パーク)[22]
- 2010年9月25日：フットボールリーグ1初得点 - FL1第8節 vsオールダム・アスレティックAFC (Withdean Stadium) [23]
- 2013年8月17日：セグンダ・ディビシオン初出場 - 第1節 vsCDヌマンシア (Estadio Anxo Carro) [24]
- 2013年8月24日：セグンダ・ディビシオン初得点 - 第2節 vsFCバルセロナB (ミニ・エスタディ)[25]
- 2015年7月15日：Jリーグ初出場 - J1 2nd第2節 vsアルビレックス新潟 (味の素スタジアム)

1. 1 2 3  プレーオフを含む。

## タイトル
- テルセーラ・ディビシオン (2004-05)
- スコティッシュカップ (2009-2010)
- フットボールリーグ1 (2010-2011)
- スコティッシュ・フットボールリーグ・サードディビジョン (2012-13)